# Tordylieae
Tordylieae es una tribu de plantas con flores perteneciente a la familia Apiaceae.

## Géneros
- Afroligusticum, Ainsworthia, Capnophyllum, Cynorhiza, Dasispermum, Heracleum, Kandaharia, Lalldhwojia, Lefebvrea, Malabaila, Mandenovia, Nanobubon, Notobubon, Ormosciadium, Pastinaca, Pastinacopsis, Pinda, Scaraboides, Semenovia, Sonderina, Stoibrax, Symphyoloma, Synelcosciadium, Tetrataenium, Tordyliopsis, Tordylium, Trigonosciadium, Vanasushava, Zosima